# Banovci (Nijemci)
Banovci es una localidad de Croacia en el ejido del municipio de Nijemci, condado de Vukovar-Sirmia.

## Geografía
Se encuentra a una altitud de 89 m s. n. m. a 185 km de la capital nacional, Zagreb.

## Demografía
En el censo 2011 el total de población de la localidad fue de 432 habitantes.
| Gráfica de población de Banovci 1857-2011                           |
|                                                                     |
| Según los censos de población de la oficina estadística de Croacia. |

## Historía

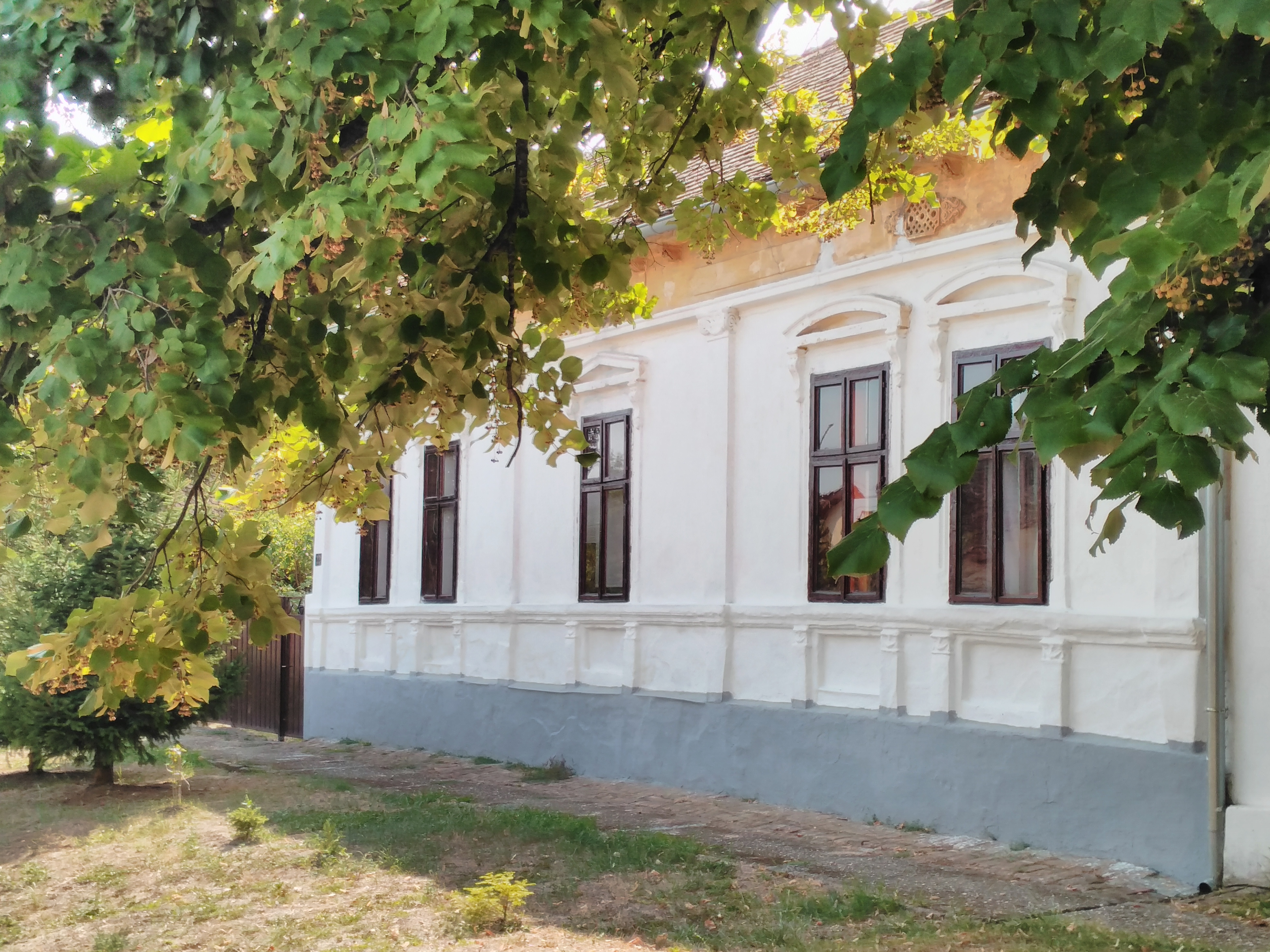
Banovci es un pueblo del este de Croacia, cerca de la frontera con Serbia, de mayoría étnica serbia.

Banovci era previamente llamado Novi Banovci hasta 1900, y Sidski Banovci entre 1910 y 1991.
La mayoría de los aproximadamente 500 habitantes que viven en este pueblo se declaran Cristianos Ortodoxos y Serbios.
La más importante fuente de recursos de la población es la agricultura. El gran problema es el desempleo que es una consecuencia de la guerra y de la intolerancia étnica de la población mayoritaria croata.
En el poblado hay una interesante Iglesia Ortodoxa Serbia de la Santa Parascheva de los Balcanes, construida entre los siglos 18 y 19, en un estilo barroco. Todavía se pueden encontrar viejas casas en el estilo tradicional de la llanura panónica.
Slobodan Bajić Paja que nació en este pueblo es un héroe de la gente de Yugoslavia por su participación en la resistencia en contra de los nazis en la Segunda Guerra Mundial.